# العلاقات الكاميرونية التشيلية
العلاقات الكاميرونية التشيلية هي العلاقات الثنائية التي تجمع بين الكاميرون وتشيلي.

## مقارنة بين البلدين
هذه مقارنة عامة ومرجعية للدولتين:
| وجه المقارنة                                              | الكاميرون                      | تشيلي                         |
| --------------------------------------------------------- | ------------------------------ | ----------------------------- |
| المساحة (كم2)                                             | 475.44 ألف                     | 756.10 ألف                    |
| عدد السكان (نسمة)                                         | 24.05 مليون                    | 17.37 مليون                   |
| الكثافة السكانية (ن./كم²)                                 | 50.58                          | 22.97                         |
| العاصمة                                                   | ياوندي                         | سانتياغو                      |
| اللغة الرسمية                                             | لغة فرنسية، لغة إنجليزية       | اللغة الإسبانية               |
| العملة                                                    | فرنك وسط أفريقي                | بيزو تشيلي، وحدة حساب تشيلية ‏ |
| الناتج المحلي الإجمالي (بليون دولار)                      | 34.80 مليار                    | 277.08 مليار                  |
| الناتج المحلي الإجمالي (تعادل القوة الشرائية) بليون دولار | 72.72 مليار                    | 419.39 مليار                  |
| الناتج المحلي الإجمالي الاسمي للفرد دولار أمريكي          | 1.22 ألف                       | 13.42 ألف                     |
| الناتج المحلي الإجمالي للفرد دولار أمريكي                 | 2.97 ألف                       | 22.07 ألف                     |
| مؤشر التنمية البشرية                                      | 0.512                          | 0.832                         |
| رمز المكالمات الدولي                                      | +237                           | +56                           |
| رمز الإنترنت                                              | .cm                            | .cl                           |
| المنطقة الزمنية                                           | توقيت غرب أفريقيا، ت ع م+01:00 | 00، 00، 00، 00                |

## منظمات دولية مشتركة
يشترك البلدان في عضوية مجموعة من المنظمات الدولية، منها:
| علم المنظمة | اسم المنظمة                               | تاريخ انضمام الكاميرون | تاريخ انضمام تشيلي |
| ----------- | ----------------------------------------- | ---------------------- | ------------------ |
|             | مؤسسة التنمية الدولية                     | 10 أبريل 1964          | 30 ديسمبر 1960     |
|             | يونسكو                                    | 11 نوفمبر 1960         | 7 يوليو 1953       |
|             | وكالة ضمان الاستثمار متعدد الأطراف        | 7 أكتوبر 1988          | 12 أبريل 1988      |
|             | الأمم المتحدة                             | 20 سبتمبر 1960         | 24 أكتوبر 1945     |
|             | الفريق المعني برصد الأرض                  | ?                      | ?                  |
|             | الاتحاد البريدي العالمي                   | ?                      | ?                  |
|             | البنك الدولي للإنشاء والتعمير             | 10 يوليو 1963          | 31 ديسمبر 1945     |
|             | المنظمة الهيدروغرافية الدولية             | ?                      | ?                  |
|             | الاتحاد الدولي للاتصالات                  | 22 ديسمبر 1960         | 1908               |
|             | منظمة حظر الأسلحة الكيميائية              | ?                      | ?                  |
|             | مؤسسة التمويل الدولية                     | 1 أكتوبر 1974          | 15 أبريل 1957      |
|             | المركز الدولي لتسوية المنازعات الاستشارية | 2 فبراير 1967          | 24 أكتوبر 1991     |
|             | منظمة التجارة العالمية                    | ?                      | ?                  |
|             | منظمة الشرطة الجنائية الدولية             | ?                      | ?                  |

## وصلات خارجية
- موقع وزارة الخارجية الكاميرونية
- موقع وزارة الخارجية التشيلية